# 格林斯堡 (宾夕法尼亚州)
格林斯堡（英語：Greensburg）是美国宾夕法尼亚州威斯特摩兰县的一个自治市镇和县城，也是匹兹堡都市区的一部分。 这个城市位于劳雷尔高地和西阿勒盖高原的生态区。 这个城市以美国独立战争大陆军的一名大将纳瑟内尔·格林命名。 2010年人口普查时人口为14892人。
格林斯堡位于匹兹堡东南30英里处，是宾夕法尼亚州西部的主要商业，学术，旅游和文化中心。 显而易见的是，这个城市的人口在工作时间里翻了一番。 这个城市在宾夕法尼亚州白天增长排名第七，位于匹兹堡、费城、哈里斯堡、普鲁士王村、兰开斯特和州学院之后。 在美国常住人口在15,000至24,999之间的城镇中，日均增长位居第十六位。 2007年，格林斯堡被美国新闻与世界报道评为宾夕法尼亚州“最佳退休之地”之一。

## 历史
美国独立战争结束后，沿着从费城向西越过阿巴拉契亚山脉一直延伸到皮特堡（现在的匹兹堡市）的马车小道沿线修建了一家旅馆。旅馆周围出现了一个名为新镇的小型定居点，如今是匹兹堡和主街交叉口格林斯堡商业区的中心。
汉纳斯敦是最初的威斯特摩兰县的县城。根据历史学家约翰·鲍彻 (John Boucher) 的说法，1782年汉纳斯敦遭到“印第安人和托利党”袭击并烧毁后，开始另寻县城。1785年12月10日，县官员与克里斯托弗·特鲁比 (Christopher Truby) 和威廉·杰克 (William Jack) 签订合同，在纽敦购买两英亩土地，用于建造公共建筑。路德威克·奥特曼后来签署了该协议。因此，鲍彻指定1785年12月10日为纽敦成为威斯特摩兰县县城的日期。
格林斯堡于1799年2月9日正式成立为行政区，成为该县的第一个行政区。19世纪初，格林斯堡的人口增长很少（见本文人口数据表）。1850年后，格林斯堡成为一个不断发展的县城，拥有旅馆和小企业。火车站的建设和附近大片烟煤的发现使其成为19世纪末和20世纪初蓬勃发展的采矿业的中心。
薛顿希尔学院 (Seton Hill College) 的前身是圣约瑟夫学院 (St. Joseph's Academy)，于1918年成为一所四年制女子学院。格林斯堡于1928年1月2日成为三级市。第二次世界大战后，城镇各个区域开发了更多的住宅区。随着威斯特摩兰县艺术博物馆于1959年开放，以及匹兹堡大学于1963年在格林斯堡建立分校（现位于亨普菲尔德镇），格林斯堡的文化地位不断提高。
格林斯堡的两个街区已被指定为美国历史街区：格林斯堡市中心历史街区和学院山历史街区。被列入国家历史名胜名录的还有格林斯堡火车站和威斯特摩兰县法院。

## 经济
格林斯堡最初是宾夕法尼亚铁路的一个火车站，到19世纪末，附近发现了大片烟煤，格林斯堡迅速成为该地区煤炭开采业的中心。这有力地促进了县城的发展和壮大。格林斯堡市中心许多企业和旅馆蓬勃发展，曾经拥有四大百货商店——JCPenney 、Royers、Sears及其最大的百货商店 Troutman's 。
城市东西部的30号公路走廊沿线还分布着众多购物广场和餐饮场所。格林斯堡拥有超过 5,000,000平方英尺（460,000平方米）的零售空间，并且还在不断增长，被认为是宾夕法尼亚州劳雷尔高地地区的商业中心，也是宾夕法尼亚州西部最大的零售市场之一。
大格林斯堡地区的轻工业和服务业蓬勃发展。一些工业园区主要位于城市范围之外。随着 Saybrook Village 和 Evergreen Hill 计划的实施，该市北端的住房增长仍在继续。

## 人口
| 调查年   | 人口   | 备注 | %±    |
| -------- | ------ | ---- | ----- |
| 1810     | 685    |      | —     |
| 1820     | 771    |      | 12.6% |
| 1830     | 810    |      | 5.1%  |
| 1840     | 800    |      | −1.2% |
| 1850     | 1,051  |      | 31.4% |
| 1860     | 1,388  |      | 32.1% |
| 1870     | 1,642  |      | 18.3% |
| 1880     | 2,500  |      | 52.3% |
| 1890     | 4,202  |      | 68.1% |
| 1900     | 6,508  |      | 54.9% |
| 1910     | 13,012 |      | 99.9% |
| 1920     | 15,033 |      | 15.5% |
| 1930     | 16,508 |      | 9.8%  |
| 1940     | 16,743 |      | 1.4%  |
| 1950     | 16,923 |      | 1.1%  |
| 1960     | 17,383 |      | 2.7%  |
| 1970     | 17,077 |      | −1.8% |
| 1980     | 17,588 |      | 3.0%  |
| 1990     | 16,318 |      | −7.2% |
| 2000     | 15,899 |      | −2.6% |
| 2010     | 14,892 |      | −6.3% |
| 2020     | 14,976 |      | 0.6%  |
| Sources: |        |      |       |

截至2000年美国人口普查，全市有人口15,889人、7,144户、3,922个家庭。人口密度为每平方英里3,746.1人（1,446.4/平方公里）。共有7,734套住房，平均密度为每平方英里1,823.4套（704.0套/平方公里）。该市的种族构成为 93.43%白人、3.91%非裔美国人、0.09%美洲原住民、0.70%亚裔美国人、0.01%太平洋岛原住民、0.38%的人来自其他种族、1.47%的人来自两个或多个种族。任何种族的西班牙裔或拉丁裔占人口的1.08%。
共有7144户，其中24.1%有18岁以下儿童，39.3%为已婚夫妇同居，12.8%为女户主且无丈夫，45.1%为非家庭。39.2%的家庭由个人组成，15.4%的家庭有65岁或以上的独居者。平均家庭人数为2.11人，平均家庭人数为2.85人。
全市人口年龄分布为18岁以下占20.2%，18岁至24岁占10.0%，25岁至44岁占27.9%，45岁至64岁占22.6%，65岁及以上占19.3%。年纪大了。中位年龄为39岁。每100名女性对应81.7名男性。每100名18岁及以上女性中就有76.1名男性。
该市家庭收入中位数为30,324美元，家庭收入中位数为41,112美元。男性的平均收入为33,306美元，而女性的平均收入为24,246美元。该市的人均收入为18,312美元。约10.8%的家庭和13.6%的人口处于贫困线以下，其中18岁以下人口占18.1%，65岁及以上人口占11.9%。

## 艺术与文化
格林斯堡是宾夕法尼亚州西部的主要文化中心。这里是威斯特摩兰美国艺术博物馆的所在地，专门收藏1750年至1950年左右的美国艺术作品。皇宫剧院位于城市新兴文化区的中心地带，是全年举办各种表演的场所。此外这里还是威斯特摩兰交响乐团和圣克莱尔公园罗伯特肖露天剧场夏季音乐系列音乐会的所在地。